# HootSuite

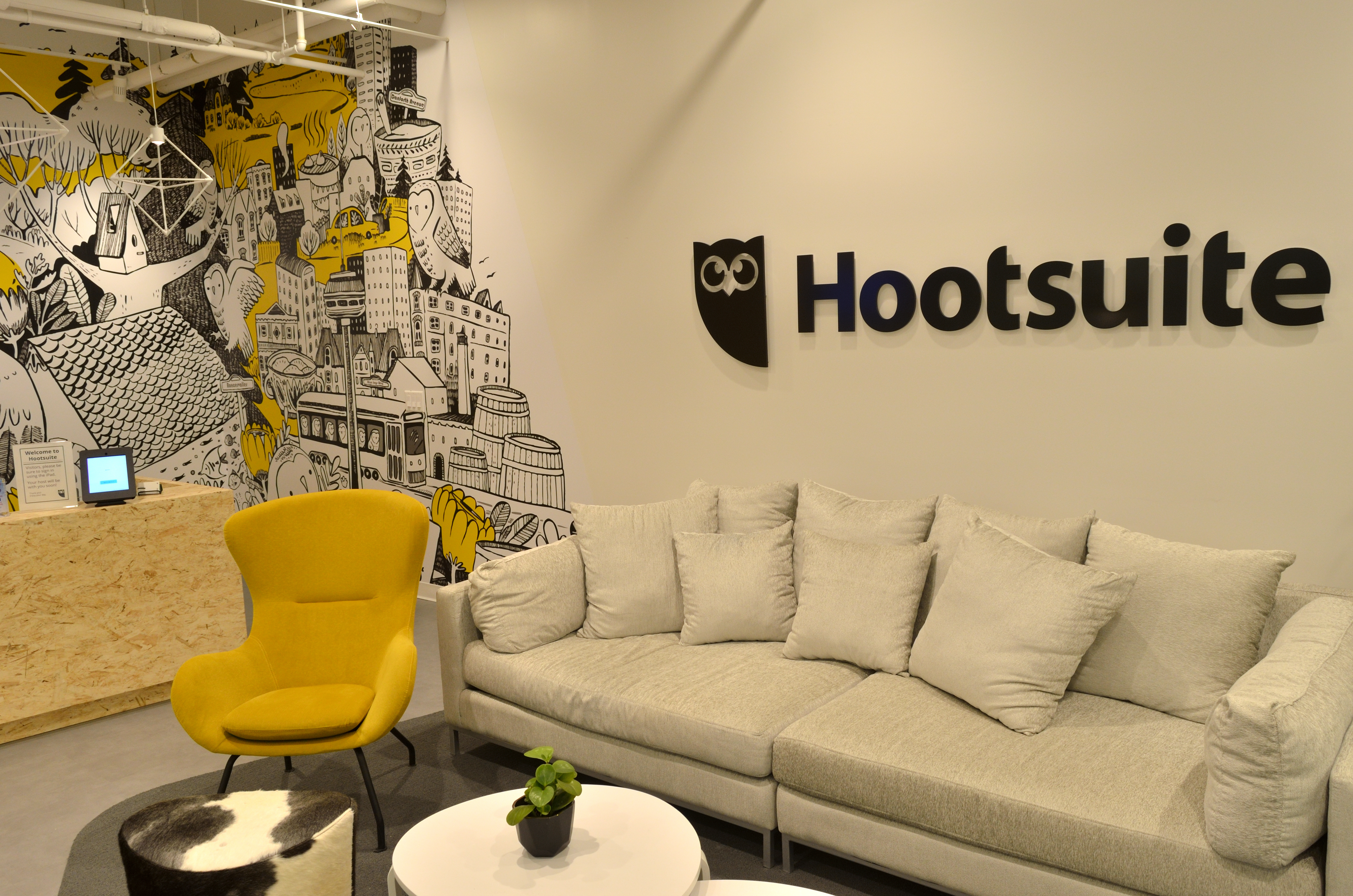
Hootsuite辦公室

HootSuite是一家网站和在线品牌管理服务提供商，支持诸如Facebook、Twitter、LinkedIn、Foursquare、Ping.fm、Ning、mixi、MySpace以及WordPress.com。它同时还是一款Twitter客户端。
Hootsuite系統的用戶界面採用儀表板的形式，並支持Twitter，Facebook，Instagram，LinkedIn和YouTube的社交網絡集成。已知使用Hootsuite的公司和組織包括Facebook，原奧巴馬政府，HBO，Martha Stewart Media，Virgin Group，SXSW，Panasonic，Zappos，The Gap和LHC。 Hootsuite提供了一個基於瀏覽器的儀表板，該儀表板使用戶可以保持其Twitter帳戶的更新。在2018年3月15日的最新一輪融資中，Hootsuite Inc.通過債務融資獲得CIBC獨家5000萬美元投資。

## 服务内容
该服务通常被用来管理网上品牌，并向Twitter等社群網站发送信息。使用HootSuite的公司和组织包括Facebook、奥巴马政府等。HootSuite提供基于浏览器的界面，用户可以时刻了解Twitter账户的最新动态。HootSuite还使用縮略網址服務ow.ly来缩短发布的URL地址。